# Bembecia psoraleae
Bembecia psoraleae é uma espécie de insetos lepidópteros, mais especificamente de traças, pertencente à família Sesiidae.
A autoridade científica da espécie é Bartsch & Bettag, tendo sido descrita no ano de 1997.
Trata-se de uma espécie presente no território português.